# 估価法
估価法（こかほう・沽価法）とは、古代から中世にかけての日本において、朝廷・国衙・鎌倉幕府において、市場における公定価格及び物品の換算率を定めた法律。これに基づく価格を估価（こか、沽価）と呼び、租税の物納や日本国外との貿易の価格や交換の基準としても用いられた。

## 概要
大宝律令には都の東西両市における估価をはじめ、貿易や口分田などの公田からの納税（地子）を代物で納める（あるいは、地子を中央へ送るために地子交易を行う）ときの估価などが規定されている。
しかし、延暦17年（798年）の太政官符によれば、諸国が地元特産物を朝廷に納めるために買い上げを行う（交易雑物）時には、和市の価（今日で言う市場価格）で購入するように命じられている。これは、估価と和市価格の乖離に加え、国衙の国司や在庁官人が不当に安い価格を估価として地元住民に押し付けた上、必要以上に買い入れてその余剰をもって私腹を肥やすという不正が後を絶たなかったからである（ただし、官設の市場と国衙内に市司の職制を持たない諸国では估価は実施されておらず、実際に買い上げの基準とされたのは都での估価を参考として朝廷が指示した価格である、とする説がある。同時に国衙に市司の制度がないために諸国の市場を管理していたのは郡司を含めた現地の豪族たちで、実際の買い上げやその価格の決定は彼らが行っていたとされている）。
その後、皇朝十二銭の廃絶などで貨幣流通が衰退する一方で代納品による租税の物納やそれに伴う交易による中央への上供品の購入が一般化すると、交換の価値基準としての估価が求められるようになった。また、中央においては都（平安京）における価格安定や大宰府における対外貿易の統制（輸入品の多くは平安京で消費されたために、両者には連動性があった）の估価が必要とされていた。
こうした事から以後も估価法は継続され、延喜14年（914年）には全国一律であった地方国衙の估価（絹1疋＝稲50束、綿1屯＝稲5束）を国例に合わせて変更する事を許し、天暦元年（947年）には畿内と丹波国に実情に合わせた引き下げを命じている。
その後も応和2年（962年）・寛和2年（986年）・延久4年（1072年）・治承3年（1179年）に估価法による価格統制が行われ、特に治承3年のものは平氏政権の主財源であった宋銭の使用禁止が後白河法皇の意向で提議された事から同年の平清盛による治承三年の政変の原因の一つになったとされている。
後の鎌倉時代の建久6年（1195年）・建長元年（1249年）同2年（1250年）・同5年（1253年）・弘安5年（1282年）・元徳2年（1330年）にも出され、鎌倉幕府も建長5年の估価法に呼応して同年と翌年に価格の公定を行っている。